# Lars Korvald
Lars Korvald (29 de abril de 1916-4 de julio de 2006) fue un político del Partido Demócrata Cristiano de Noruega. Fue primer ministro de su país entre 1972 y 1973.
Lars Korvald asumió la presidencia del gobierno tras la renuncia de Trygve Bratteli, causada por el rechazo en el referéndum sobre la adhesión de Noruega a la Comunidad Económica Europea, con más del 53% de los votos en contra.
| Predecesor: Trygve Bratteli | Primer ministro de Noruega 1972 - 1973 | Sucesor: Trygve Bratteli |

- Datos: Q317412
- Multimedia: Lars Korvald / Q317412